# ჭ
ჭ（グルジア語: ჭარი、/tʃʼaɾɪ/）は、現行のグルジア文字の30番目の文字（正書法改正前は33番目）である。

## 使用
ジョージア語では後部歯茎破擦音の放出音[tʃʼ]を表す。記数法では数値5000を表す。
ジョージア国内のラズ語でも使用されている。トルコ国内で使用されているラズ語ラテン・アルファベットの「Ç̌」または「Çʼ」に対応する。アブハズ語（1937年から1954年まで）およびオセット語（1938年から1954年まで）のグルジア文字表記法でも使用されていたが、現在はキリル文字が主に使われ、アブハズ語で「Ҷ」と、オセット語で「Чъ」と記される。
ジョージア語のラテン文字化では「Č」または「Ch」「Chʼ」と記す。グルジア語の点字では記号⠭（U + 282D）となる。

## 字形
| アソムタヴルリ | ヌスフリ | ムヘドルリ | ムタヴルリ | ムヘドルリの別バージョン |
| -------------- | -------- | ---------- | ---------- | ------------------------ |
|                |          |            |            |                          |

## 符号位置
| 文字 | Unicode | JIS X 0213 | 文字参照          | 備考           |
| ---- | ------- | ---------- | ----------------- | -------------- |
| Ⴝ    | U+10BD  | -          | &#x10BD; &#4285;  | アソムタヴルリ |
| ⴝ    | U+2D1D  | -          | &#x2D1D; &#11549; | ヌスフリ       |
| Ჭ    | U+1CAD  | -          | &#x1CAD; &#7341;  | ムタヴルリ     |
| ჭ    | U+10ED  | -          | &#x10ED; &#4333;  | ムヘドルリ     |